# Tachydromia stanislavi
Tachydromia stanislavi är en tvåvingeart som beskrevs av Igor Shamshev 1994. Tachydromia stanislavi ingår i släktet Tachydromia och familjen puckeldansflugor. Inga underarter finns listade i Catalogue of Life.